# Stortjärnen (Mörsils socken, Jämtland)
Stortjärnen är en sjö i Åre kommun i Jämtland och ingår i Indalsälvens huvudavrinningsområde. Sjön har en area på 0,574 kvadratkilometer och ligger 411,1 meter över havet. Sjön avvattnas av vattendraget Gisterån (Luggeån).

## Delavrinningsområde
Stortjärnen ingår i det delavrinningsområde (701792-139124) som SMHI kallar för Utloppet av Stortjärnen. Medelhöjden är 438 meter över havet och ytan är 5,38 kvadratkilometer. Räknas de 6 avrinningsområdena uppströms in blir den ackumulerade arean 59,7 kvadratkilometer. Gisterån (Luggeån) som avvattnar avrinningsområdet har biflödesordning 2, vilket innebär att vattnet flödar genom totalt 2 vattendrag innan det når havet efter 288 kilometer. Avrinningsområdet består mestadels av skog (75 procent) och sankmarker (12 procent). Avrinningsområdet har 0,58 kvadratkilometer vattenytor vilket ger det en sjöprocent på 10,7 procent.